# Contea di Lincoln (Arkansas)
La contea di Lincoln, in inglese Lincoln County, è una contea dello Stato dell'Arkansas, negli Stati Uniti. La popolazione al censimento del 2000 era di 14 492 abitanti. Il capoluogo di contea è Star City.

## Storia
La contea di Lincoln fu costituita nel 1871.